# Dypsis pumila
Dypsis pumila – gatunek palmy z rzędu arekowców (Arecales). Występuje endemicznie na Madagaskarze, w prowincji Antsiranana. Można go spotkać w Marojejy. Znane jest tylko jedno jego naturalne stanowisko.
Rośnie w bioklimacie średniowilgotnym, jak i górskim. Występuje na wysokości do 1500–2500 m n.p.m.